# Lutra lybica
Lutra lybica — викопний вид видр (Lutra). Місце знаходження скам'янілостей Ваді Натрун на північному сході Єгипту вивчали протягом останніх 120 років. Фауністичний комплекс включає велику різноманітність хребетних і вказує на вік від пізнього міоцену до базального пліоцену. Серед викопних останків є принаймні 3 окремі видри: Lutra libyca, Torolutra ougandensis (=Lutra aff. hessica) і Sivaonyx sp. «Lutra» libyca була встановлена Stromer (1913) на основі фрагмента лівої нижньої щелепи з Wadi Natrun з повним p2-m1 і альвеолою m2. Загалом L. libyca подібний за розміром до вимерлих L. affinis і L. hearsti, а також сучасних H. maculicollis, L. lutra і A. cinerea. Відрізняється від Sivaonyx spp. і A. capensis меншим розміром і тонкішими зубцями, що помітно відрізняється від бунодонтного вигляду останнього виду. У цьому сенсі L. libyca близька за морфологією до сучасних рибоїдних видр Lutra і Hydrictis. Він має тонкий p4 з менш індивідуалізованою додатковою вершиною, ніж L. affinis, але не настільки зменшений, як у L. lutra. Він відрізняється від сучасної африканської Torolutra меншими розмірами, слабшими та тоншими цингулідами p4 і m1, менш розвиненим метаконідом m1 і менш V-подібним талонідом m1. На основі p4 і m1 «Lutra» libyca близька до H. maculicollis (але з відносно коротшим p4), що може свідчити про певну спорідненість із сучасним африканським моновидовим родом Hydrictis.